# Haing S. Ngor
Dr. Haing S. Ngor (22 de març de 1940, Samrong Young, Cambodja - 25 de febrer de 1996, Los Angeles a Califòrnia) va ser un actor i físic estatunidenco- cambodjà.

## Biografia
Nascut en Samrong Young, Cambodja, Ngor va estudiar per cirurgià i ginecòleg. Estava exercint la seva professió a la capital Phnom Penh el 1975 quan els Khmers rojos de Pol Pot van prendre el control del país i van fundar la Kamputxea Democràtica. Pel seu origen xinès va haver d'afrontar la persecució del govern, i es va veure obligat a ocultar la seva educació i les seves habilitats de metge per evitar la intensa hostilitat del règim cap als intel·lectuals i professionals. Va ser expulsat de Penh, juntament amb gran part dels seus dos milions d'habitants, com a part de l'experiment socialista "Any Zero" dels khmers rojos, i va ser capturat en un camp de concentració juntament amb la seva esposa My-Huoy, que després va morir durant el part estant en captivitat. Malgrat ser ginecòleg, no va poder tractar a la seva esposa, ja que necessitava una cesària i en efectuar l'operació hauria quedat exposat, i probablement els dos haurien estat assassinats.
Després de la caiguda del règim dels khemers rojos el 1979, Ngor va treballar com a metge en un camp de refugiats a Tailàndia, i va viatjar als Estats Units el 30 d'agost de 1980. Mai es va tornar a casar. El 1988 va escriure Haing Ngor: A Cambodian Odyssey, descrivint la seva vida sota el règim dels khemers rojos a Cambodja.
A la pel·lícula Els crits del silenci (1984) va interpretar el paper de Dith Pran, periodista deportat als camps de treball del règim dels khmers rojos dirigida amb mà de ferro per Pol Pot. Va rebre per a aquest paper l'Oscar al millor actor secundari, el Globus d'Or al millor actor secundari i el BAFTA al millor actor.
El guió de la pel·lícula implica nombroses analogies amb la seva pròpia història: metge, ell mateix va ser deportat de 1975 a 1979.
El 1988 va escriure Haing Ngor: A Cambodian Odyssey, explicant la seva vida sota el règim dels khmers rojos.

### Assassinat
El 26 de febrer de 1996 Ngor va ser tirotejat fora de la seva llar prop del centre de Los Angeles, Califòrnia. Van ser culpats per l'assassinat tres membres prominents dels "Oriental Lazy Boyz", una colla que tenia antecedents de robatori de carteres i joies. Van ser jutjats junts en la Cort Superior de Los Angeles, encara que els seus respectius casos van ser escoltats per tres jurats diferents. Els fiscals van argumentar que ells havien matat a Ngor perquè ell després de lliurar de manera voluntària un rellotge Rolex d'or, es va negar a lliurar-los un relicari que contenia una foto de la seva morta esposa My-Huoy. Els advocats de la defensa van suggerir que l'assassinat va tenir connotacions polítiques, ja que hauria estat efectuat per simpatitzants dels khemers rojos; no obstant això no van presentar evidències per sustentar la seva teoria. Al final els tres galifardeus van ser trobats culpables de l'assassinat.
El 2009 es va comprovar el rerefons polític de la seva mort amb les declaracions d'un exmilitant dels khemers rojos davant l'Organització de les Nacions Unides, on descrivia l'ordre del seu assassinat per haver interpretat "Els Crits del Silenci". Com a prova d'això, havien de robar-li el relicari que Ngor tenia en el coll que contenia la foto de la seva esposa morta en els camps de concentració. El FBI es va negar a creure això per falta de proves desmuntant així aquesta versió.
Ngor va superar molts riscos en la seva natal Cambodja per després morir de manera violenta als Estats Units. No obstant això, després de l'estrena de Crits del silenci li va dir a un reporter "si he de morir a partir d'ara, no hi ha problema! Aquesta pel·lícula durarà cent anys". Dith Pran a qui Ngor havia interpretat en Els crits del silenci, va dir sobre la mort de l'actor que "Ell és com un germà bessó per mi... Ell és com un comissatger i ara estic sol".

## Filmografia
| Any  | Pel·lícula                                 | Rol                | Premis |
| ---- | ------------------------------------------ | ------------------ | --- |
| 1984 | Els crits del silenci (The Killing Fields) | Dith Pran          | (Ngor S com el Dr. Haing)Oscar al millor actor secundari BAFTA al millor actor BAFTA al Millor actor revelación Globus d'Or al millor actor secundari Boston Society of Film Critics Award for Best Actor |
| 1986 | Dung fong tuk ying (Eastern Condors)       | Yeung Lung         | |
| 1989 | Vietnam War Story: The Last Days           | Major Fugen        | |
| 1989 | The Iron Triangle                          | Coronel Tuong, NVA | |
| 1990 | Vietnam, Texas                             | Wong               | |
| 1990 | Last Flight Out                            | Pham Van Minh      | |
| 1991 | Ambition                                   | Tatay              | |
| 1993 | La meva vida (My life)                     | Mr. Ho             | |
| 1993 | El cel i la terra (Heaven & Earth)         | Papa               | |
| 1993 | Fortunes of War                            | Khoy Thuon         | |
| 1994 | The Dragon Gate                            | Sensei             | |
| 1996 | Hit Me                                     | Billy Tungpet      | |